# Stephan Kekulé von Stradonitz

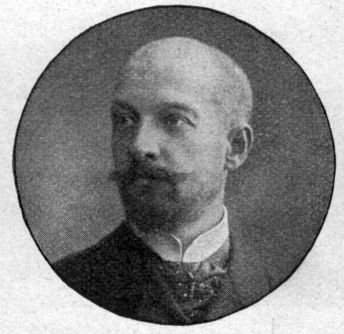
O imagem é bom(a).

Stephan Kekulé von Stradonitz (Gante, 1 de Maio de 1863 – Berlim, 5 de Maio de 1933) foi um jurista, erudito, heraldista e genealogista alemão, que divulgou um método de numeração utilizado nas genealogias ascendentes. 
Stephan nasceu na Bélgica, filho do famoso químico Friedrich August Kekulé von Stradonitz, de ascendência checa, de uma família nobre da Boémia, e de sua mulher Stéphanie Drory, de Gante. 
Em 1898, recuperou o sistema de numeração dos antepassados nas genealogias ascendentes criado por Eyzinger e redescoberto por Jerónimo de Sosa em 1676. Stradonitz popularizou este método na sua obra “Ahnentafel-Atlas. Ahnentafeln zu 32 Ahnen der Regenten Europas und ihrer Gemahlinnen” (Berlim, J. A. Stargardt, 1898-1904), contendo 79 quadros com as ascendências de soberanos europeus e de seus cônjuges. 
Desde então este método tornou-se de uso universal, conhecido como sistema de numeração de Sosa-Stradonitz, método Stradonitz ou Ahnentafel. 